# Маркос, Серхио
Серхио Маркос Гонсалес (исп. Sergio Marcos González; 3 февраля 1992, Саседон, Испания) — испанский футболист, полузащитник клуба «Гвадалахара».

## Биография
Маркос воспитанник мадридского «Атлетико». 5 сентября 2009 году дебютировал за «Атлетико Б» в матче против «Химнастик» (0:0).
Летом 2012 года, Маркос переходит в другой дубль — «Вильярреал Б». В сезоне 14/15 был выбран капитаном команды.
Впервые в основной команде Маркос появился 15 февраля 2015 года в матче против «Райо Вальекано» (0:2). 9 июля он был отдан в аренду представителю Ла Лиги 2 — «Луго» где провёл 33 матча.
Свой первый мяч в новую команду забил 8 ноября 2015 году в матче против «Жироны» (1:0). 21 июля следующего года он подписал трёхлетний контракт с футбольным клубом «Реал Вальядолид».